# Shoreham, Michigan
Shoreham är en ort i Berrien County i delstaten Michigan, USA.